# Bouramayah
Bouramayah (Bouramaya) est un village de la sous-préfecture de Tanéné dans la préfecture de Dubréka en Guinée.
C'est le village natal de la famille de l'ancien président guinéen le général Lansana Conté. 

## Historique
La ville devient le siège du pouvoir de la dynastie Fernandez à partir des années 1780.
En 1885, le roi Guillaume Fernandez reçut Jean-Marie Bayol, lieutenant-gouverneur français du Sénégal, responsable de la région des Rivières du Sud, en visite officielle dans la ville.

## Personnalité liée à la ville
- Lieu de sépulture de Lansana Conté[1]

## Voir également
- Khabitaye et Koba